# ジム・アボット
ジェームズ・アンソニー・アボット（James Anthony Abbott, 1967年9月19日 - ）は、アメリカ合衆国ミシガン州ジェネシー郡フリント出身の元プロ野球選手（投手）。左投左打。
先天性右手欠損というハンディキャップを抱えながらプレーしたことで知られている。

## 経歴

### プロ入り前
生まれつき右手の手首より先がなかったにもかかわらず、フリント中央高等学校でエースとして活躍する一方で、アメリカンフットボールのクォーターバックとして同校を州大会優勝に導いた。野球選手としての実力が評価され、卒業後の1985年のMLBドラフト36巡目（全体826位）でトロント・ブルージェイズから指名を受けたが、契約せずミシガン大学に進学。チームを2回のビッグ・テン大会優勝に導いた。1987年には野球選手としては初めて米国一のアマチュア選手に与えられるジェームスサリバン賞を受賞。同年アメリカ代表としてパンアメリカン大会で好投し、銀メダルを獲得。その後行われたソウルオリンピックの決勝で日本と対戦し先発して完投、アメリカ代表は金メダルを獲得。最も優れたアマチュアスポーツ選手に贈られるジェシー・オーウェンス賞を受賞した。

### 現役時代
1988年のMLBドラフト1巡目（全体8位）でカリフォルニア・エンゼルスから指名され、プロ入り。
1989年はマイナー経験なしで先発ローテーション入りを果たす。4月8日のシアトル・マリナーズ戦でメジャーデビューを飾るが、5回途中6失点で敗戦投手。5月17日のボストン・レッドソックス戦でメジャー初完投・初完封を達成。最終的に12勝12敗、防御率3.92を記録。1年目での12勝は1976年にデトロイト・タイガースのマーク・フィドリッチが19勝を記録して以来最多で、新人王の投票では5位に入った。1990年は10勝14敗、防御率4.51、リーグワーストの被安打246と不調。1991年も開幕から4連敗を喫するが、後半戦で調子を上げて11勝を記録。シーズン通算で18勝11敗、防御率2.89をマークし、サイ・ヤング賞の投票でロジャー・クレメンス、スコット・エリクソンに次ぐ3位に入る。同年はマーク・ラングストンが19勝、チャック・フィンリーが18勝を挙げるなど、左腕トリオとして活躍した。1992年は好投するものの打線の援護に恵まれず、防御率2.77ながら7勝15敗と大きく負け越した。同年病気やハンディキャップを克服して好成績を残した選手に贈られるトニー・コニグリアロ賞を受賞。
1992年12月6日にJ.T.スノー、ラス・スプリンガーらとのトレードで、ニューヨーク・ヤンキースへ移籍した。
1993年9月4日にはクリーブランド・インディアンス戦でノーヒットノーランを達成。その後に移籍したシカゴ・ホワイトソックスでも活躍を続け、古巣エンゼルスに復帰したものの、大活躍した1991年シーズンの感触を取り戻すことはなかった。1996年には年間を通して苦しみ、残した成績は2勝18敗の防御率7.48と散々なものであり、同年オフに引退した。
しかし、1998年にホワイトソックスで現役復帰し、5試合に先発するとその全てで勝ち星を挙げた。アボットは翌年ミルウォーキー・ブルワーズでも復帰に励み、そこでは好成績を挙げられなかったがDH制がないナショナルリーグのチームであったため、野球人生で初めて打席に立つことになった。1999年7月23日に自由契約となり、オフに2回目の引退を宣言。通算成績は87勝108敗の防御率4.25であった。

### 引退後
2005年にアメリカ野球殿堂選出のための被投票資格を得たが、全米野球担当記者協会による票数が全体の5%以下であったため、選出資格を喪失。しかし、2001年に施行された現行ルールによると、現役引退から20年後の年（2020年）にベテランズ委員会の投票による選出の道は依然として残されている。現在は主に講演活動をしている。

## 一本の手でのプレー

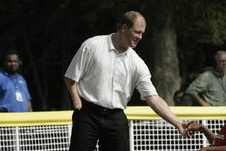
引退後のジム・アボット

- 巧みにグラブを持ち替えて、左手のみで投球、捕球、送球を行うグラブスイッチ（別名「アボット・スイッチ」）と呼ばれる投法を用いた[1]。右利き用のグラブを右手の手首の上に乗せ、左手での投球の直後にそのグラブを左手にはめ直し、打球を捕球した後は素早くボールごとグラブを右脇に抱えて外し、左手でボールを取り出して送球するが[2][1]。それでも、彼の守備は平均以上であったとの統計が残っている。
- 指名打者制を導入しているアメリカンリーグでの試合が現役生活の大半だったため、アボットにバッティングをする機会はほとんどなく、スプリングトレーニング中のオープン戦でもピッチャーとして打席に立つことはなかった。1999年にナショナルリーグのブルワーズに移籍した際、21打数で2安打、3打点を記録した。打つ時は通常アボットは片手でスイングするものの、ほとんどのケースで出たサインはバントであった。しかしスプリングトレーニングで一回三塁打を放ったとも言われており、他の投手に負けず劣らずのバッティングを見せることができたとの説が有力である。
- 自身の隻腕について聞かれた際「自分が障害者だとは思ったことはない。子供の時自分に野球を教えようとして庭に連れ出した父こそ勇気のある人間だ」と答えている。先述のグラブスイッチは父親が考案したものである。
- 少年期の頃に試合で相手チームが全員バントをしてきた事があり、それをきっかけに守備を努力しようと思うようになり自信がついたという[3]。
- グラブスイッチは同様に片手のみしか使えない野球選手に利用されている[1]。

## 詳細情報

### 年度別投手成績
| 年 度     | 球 団     | 登 板 | 先 発 | 完 投 | 完 封 | 無 四 球 | 勝 利 | 敗 戦 | セ 丨 ブ | ホ 丨 ル ド | 勝 率 | 打 者 | 投 球 回 | 被 安 打 | 被 本 塁 打 | 与 四 球 | 敬 遠 | 与 死 球 | 奪 三 振 | 暴 投 | ボ 丨 ク | 失 点 | 自 責 点 | 防 御 率 | W H I P |
| --------- | --------- | ----- | ----- | ----- | ----- | -------- | ----- | ----- | -------- | ----------- | ----- | ----- | -------- | -------- | ----------- | -------- | ----- | -------- | -------- | ----- | -------- | ----- | -------- | -------- | ------- |
| 1989      | CAL       | 29    | 29    | 4     | 2     | 0        | 12    | 12    | 0        | --          | .500  | 788   | 181.1    | 190      | 13          | 74       | 3     | 4        | 115      | 8     | 2        | 95    | 79       | 3.92     | 1.46    |
| 1990      | CAL       | 33    | 33    | 4     | 1     | 1        | 10    | 14    | 0        | --          | .417  | 925   | 211.2    | 246      | 16          | 72       | 6     | 5        | 105      | 4     | 3        | 116   | 106      | 4.51     | 1.50    |
| 1991      | CAL       | 34    | 34    | 5     | 1     | 1        | 18    | 11    | 0        | --          | .621  | 1002  | 243.0    | 222      | 14          | 73       | 6     | 5        | 158      | 1     | 4        | 85    | 78       | 2.89     | 1.21    |
| 1992      | CAL       | 29    | 29    | 7     | 0     | 1        | 7     | 15    | 0        | --          | .318  | 874   | 211.0    | 208      | 12          | 68       | 3     | 4        | 130      | 2     | 0        | 73    | 65       | 2.77     | 1.31    |
| 1993      | NYY       | 32    | 32    | 4     | 1     | 1        | 11    | 14    | 0        | --          | .440  | 906   | 214.0    | 221      | 22          | 73       | 4     | 3        | 95       | 9     | 0        | 115   | 104      | 4.37     | 1.37    |
| 1994      | NYY       | 24    | 24    | 2     | 0     | 0        | 9     | 8     | 0        | --          | .529  | 692   | 160.1    | 167      | 24          | 64       | 1     | 2        | 90       | 8     | 1        | 88    | 81       | 4.55     | 1.44    |
| 1995      | CWS       | 17    | 17    | 3     | 0     | 1        | 6     | 4     | 0        | --          | .600  | 474   | 112.1    | 116      | 10          | 35       | 1     | 1        | 45       | 0     | 0        | 50    | 42       | 3.36     | 1.34    |
| 1995      | CAL       | 13    | 13    | 1     | 1     | 0        | 5     | 4     | 0        | --          | .556  | 368   | 84.2     | 93       | 4           | 29       | 0     | 1        | 41       | 1     | 0        | 43    | 39       | 4.15     | 1.44    |
| '95計     | CAL       | 30    | 30    | 4     | 1     | 1        | 11    | 8     | 0        | --          | .579  | 842   | 197.0    | 209      | 14          | 64       | 1     | 2        | 86       | 1     | 0        | 93    | 81       | 3.70     | 1.39    |
| 1996      | CAL       | 27    | 23    | 1     | 0     | 0        | 2     | 18    | 0        | --          | .100  | 654   | 142.0    | 171      | 23          | 78       | 3     | 4        | 58       | 13    | 1        | 128   | 118      | 7.48     | 1.75    |
| 1998      | CWS       | 5     | 5     | 0     | 0     | 0        | 5     | 0     | 0        | --          | 1.000 | 134   | 31.2     | 35       | 2           | 12       | 0     | 1        | 14       | 0     | 0        | 16    | 16       | 4.55     | 1.48    |
| 1999      | MIL       | 20    | 15    | 0     | 0     | 0        | 2     | 8     | 0        | 0           | .200  | 394   | 82.0     | 110      | 14          | 42       | 3     | 2        | 37       | 7     | 0        | 71    | 63       | 6.91     | 1.85    |
| MLB：10年 | MLB：10年 | 263   | 254   | 31    | 6     | 5        | 87    | 108   | 0        | 0           | .446  | 7211  | 1674.0   | 1779     | 154         | 620      | 30    | 32       | 888      | 53    | 11       | 880   | 791      | 4.25     | 1.43    |

- 各年度の太字はリーグ最高

### 表彰
- トニー・コニグリアロ賞：1回（1992年）

### 記録
- ノーヒットノーラン：1回 （1993年9月4日、対クリーブランド・インディアンス戦）

### 背番号
- 25（1989年 - 1995年途中、1998年 - 1999年）
- 52（1995年途中 - 1996年）

### 代表歴
- 第16回日米大学野球選手権大会 アメリカ合衆国代表（1987年）
- 第17回日米大学野球選手権大会 アメリカ合衆国代表（1988年）